# Zdjęcie z krzyża (obraz Petera Paula Rubensa z 1614)
Zdjęcie z krzyża (flam Kruisafneming) – obraz Petera Paula Rubensa, tryptyk ołtarzowy, datowany na lata 1611–1614, znajdujący się w kaplicy arkebuzerów w Katedrze Najświętszej Marii Panny w Antwerpii.
Skrzydła boczne tryptyku, każde o wymiarach 420,5 × 150 cm, przedstawiają sceny z dzieciństwa Jezusa; panel centralny, w wymiarach 420,5 × 320 cm, przedstawia zdjęcie ciała z krzyża.